# Rača
Rača (bis 1946 slowakisch „Račištorf“, bis 1927 „Račistorf“ oder „Rastislavice“; deutsch Ratzersdorf, älter auch Rat(zi)schdorf; ungarisch Récse) ist ein Stadtteil im Norden Bratislavas, am Fuße der Kleinen Karpaten gelegen.

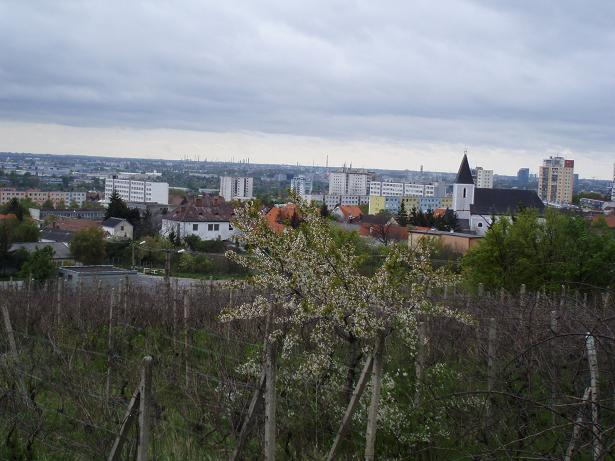
Blick auf den Stadtteil

## Beschreibung und Geschichte
Das Gebiet ist ein alter Siedlungsplatz (Altsteinzeit, Kelten, römische Zeit, frühe slawische Zeit). Auf dem Gebiet der heutigen Gemeinde stand ursprünglich die slowakische Gemeinde Okol (Altslowakisch für „Viehzaun“). Aus dieser später untergegangenen Gemeinde spaltete sich wohl im Laufe 13. Jahrhundert die Gemeinde Racha ab. Der Name leitet sich entweder vom slowakischen Rak-ja (zu rak, „Flusskrebs“) oder aber vom in den Urkunden erwähnten slowakischen Personennamen Racha (Radša) ab. Die neue Gemeinde wurde im 13. Jahrhundert von deutschen Siedlern besiedelt und der Name wurde eingedeutscht.
In der Form Rača wurde der Ort 1296 als villa Racha zum ersten Mal erwähnt und war durch die Jahrhunderte eine vom Weinbau geprägte Gemeinde mit starkem deutschsprachigen Bevölkerungsanteil.
Bis 1946 war sie eigenständig unter dem slowakischen Namen Račistorf, kam dann aber zur Stadt Bratislava als Stadtteil und wurde in Rača umbenannt.

## Stadtteilgliederung
Der Stadtteil gliedert sich in folgende weitere (inoffizielle) Viertel:
- Krasňany
- Rača (Ratzersdorf)
- Východné

## Bevölkerung
Nach der Volkszählung 2011 wohnten im Stadtteil Rača 19.679 Einwohner, davon 17.933 Slowaken, 392 Magyaren, 264 Tschechen, 50 Mährer, 41 Deutsche, 35 Russinen, 27 Russen, 20 Bulgaren, 19 Ukrainer, 18 Roma, 14 Polen, 11 Juden, neun Kroaten und fünf Serben. 151 Einwohner gaben eine andere Ethnie an und 690 Einwohner machten keine Angabe zur Ethnie.
10.541 Einwohner bekannten sich zur römisch-katholischen Kirche, 1004 Einwohner zur Evangelischen Kirche A. B., 184 Einwohner zur griechisch-katholischen Kirche, 92 Einwohner zur orthodoxen Kirche, 86 Einwohner zu den Zeugen Jehovas, 69 Einwohner zur reformierten Kirche, 50 Einwohner zur evangelisch-methodistischen Kirche, 42 Einwohner zu den christlichen Gemeinden, 39 Einwohner zu den Baptisten, 33 Einwohner zur apostolischen Kirche, 27 Einwohner zur Brüderbewegung, 26 Einwohner zur tschechoslowakischen hussitischen Kirche, 19 Einwohner zur jüdischen Gemeinde, jeweils acht Einwohner zur Bahai-Religion und zu den Siebenten-Tags-Adventisten, sieben Einwohner zur altkatholischen Kirche und ein Einwohner zur neuapostolischen Kirche. 205 Einwohner bekannten sich zu einer anderen Konfession, 5597 Einwohner waren konfessionslos und bei 1638 Einwohnern wurde die Konfession nicht ermittelt.

## Persönlichkeiten
- Edita Gruberová (1946–2021), slowakische Sopranistin
- Eva Krížiková (1934–2020), slowakische Schauspielerin
- Ignaz Schnitzer (1839–1921), Librettist des Zigeunerbarons
- Ján Šebela (1907–1992), SDB, katholischer Priester, Jugendseelsorger, gezwungen, für den Glauben auszuwandern.[4]
- Peter Machajdík (* 1961), slowakischer Komponist